# Carpodacus roborowskii
Il carpodaco tibetano o carpodaco di Roborovski (Carpodacus roborowskii (Przewalski, 1887)) è un uccello passeriforme della famiglia dei Fringillidi.

## Etimologia
Il nome scientifico della specie, roborowskii, venne scelto in omaggio al capitano Vsevolod Ivanovich Roborovsky, esploratore russo al seguito della spedizione di Przewalski.

## Descrizione

### Dimensioni
Misura 17–18 cm di lunghezza.

### Aspetto
Si tratta di uccelli dall'aspetto robusto, muniti di testa tondeggiante con grandi occhi e becco conico e piuttosto sottile, ali allungate e coda dalla punta lievemente forcuta.
Il piumaggio presenta dimorfismo sessuale: i maschi, infatti, presentano livrea di colore rosa su tutto il corpo, meno che sulla faccia (che è di colore rosso ruggine), sul sottocoda (che è bianco-rosato), su ali e coda (che sono di colore bruno) e sulla gola (dove le penne presentano punta biancastra a dare un aspetto maculato), mentre le femmine mancano del tutto della pigmentazione rossa ventrale, sostituita da un più sobrio e mimetico colore bruno-grigiastro. In ambedue i sessi gli occhi sono di colore bruno scuro con cerchio perioculare nerastro, mentre zampe e becco sono anch'essi nerastri, quest'ultimo con base più chiara e di color avorio.

## Biologia
Si tratta di uccelli dalle abitudini diurne, piuttosto schivi e silenziosi, che si muovono perlopiù in coppie e passando la maggior parte del tempo al suolo alla ricerca di cibo.

### Alimentazione
Questi uccelli presentano dieta essenzialmente granivora, che si nutrono soprattutto di semi ma anche di germogli, bacche e frutti (specialmente di Pedicularis), nonché (sebbene sporadicamente e soprattutto durante il periodo estivo) di piccoli invertebrati.

### Riproduzione
È stato osservato un nido di questi uccelli verso la fine di luglio, costruito con fibre vegetali a forma di coppa e ubicato in una spaccatura della roccia a 4650 m di quota, contenente 5 uova: sebbene manchino ulteriori informazioni, si ritiene che l'evento riproduttivo di questi uccelli non si discosti significativamente per modalità e tempistica rispetto a quanto osservabile nelle specie affini.

## Distribuzione e habitat
Come intuibile dal nome comune, il carpodaco del Tibet è diffuso in Tibet, del quale occupa la porzione nord-orientale, ma anche nel Quinghai centrale e sud-occidentale.
L'habitat di questi uccelli è rappresentato dalle aree di steppa rocciosa, dai pascoli alpini e dalle aree argillose montane e submontane con presenza di vegetazione sparsa.

## Sistematica
In passato, questi uccelli venivano ascritti sulla base di differenze di carattere principalmente morfologico al genere monotipico Kozlowia Bianchi, 1907, nel quale vengono ancora classificati da alcuni autori: in seguito alle analisi del DNA mitocondriale, tuttavia, è stata ritenuta più corretta la loro ascrizione in seno al genere Carpodacus.